# Phường 13, Quận 4
Phường 13 là một phường cũ thuộc Quận 4, Thành phố Hồ Chí Minh, Việt Nam.

## Địa lý
Phường 13 nằm ở trung tâm Quận 4, có vị trí địa lý:
- Phía đông giáp Phường 18 và thành phố Thủ Đức
- Phía tây giáp Phường 9
- Phía nam giáp Phường 10 và Phường 14
- Phía bắc giáp Quận 1 với ranh giới là kênh Bến Nghé.

Phường có diện tích 0,85 km², dân số năm 2021 là 18.879 người,  mật độ dân số đạt 22.210 người/km².

## Hành chính
Phường 13 được chia thành 7 khu phố đánh số từ 1 đến 7 với 90 tổ dân phố.

## Lịch sử
Ngày 9 tháng 12 năm 2020, Ủy ban thường vụ Quốc hội ban hành Nghị quyết 1111/NQ-UBTVQH14 về việc sắp xếp các đơn vị hành chính cấp huyện, cấp xã và thành lập thành phố Thủ Đức thuộc Thành phố Hồ Chí Minh (nghị quyết có hiệu lực từ ngày 1 tháng 1 năm 2021). Theo đó, sáp nhập toàn bộ 0,42 km² diện tích tự nhiên và 7.328 người của Phường 12 vào Phường 13.